# 谢姆山
47°42′55″N 14°2′7″E / 47.71528°N 14.03528°E

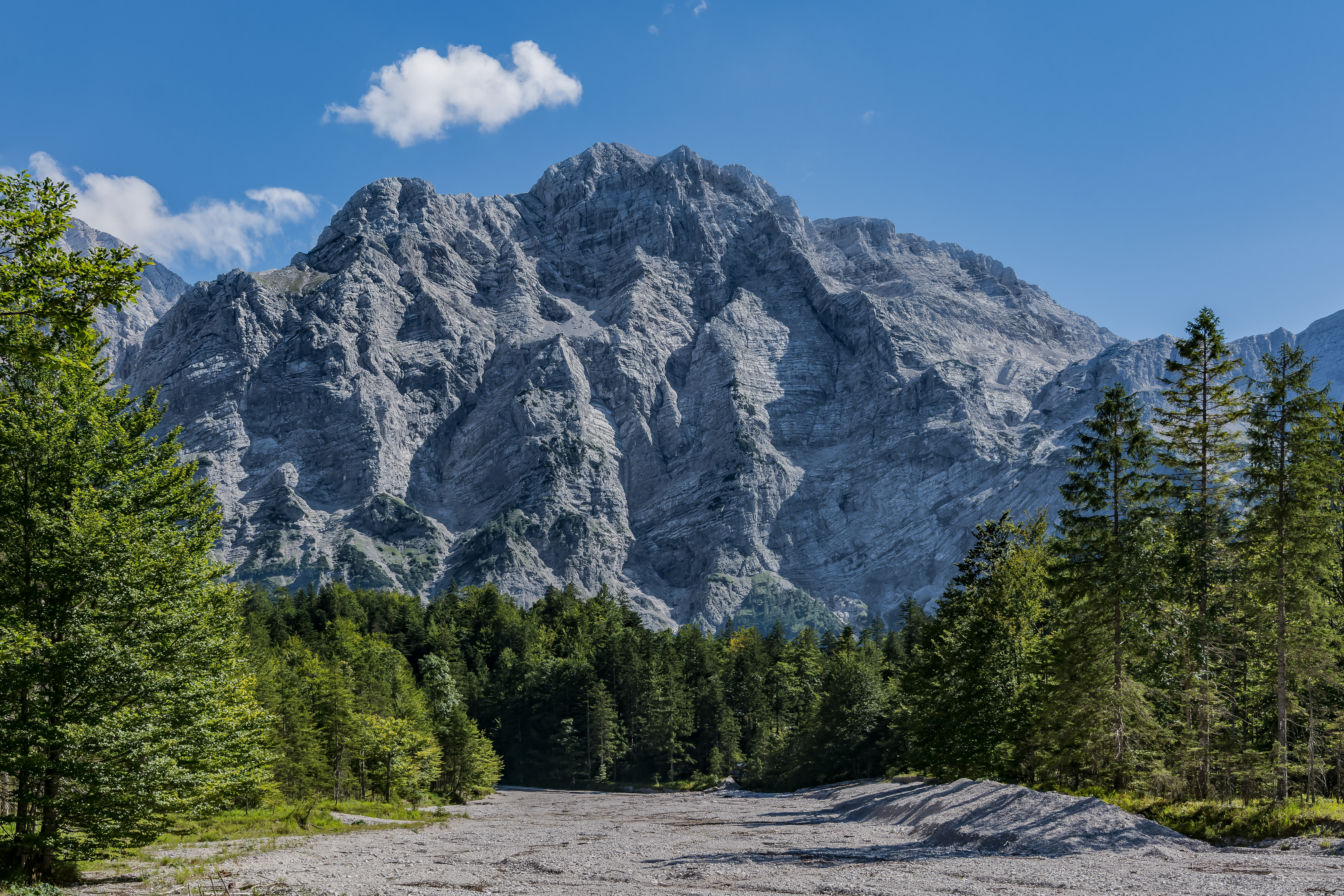

谢姆山（德語：Schermberg）是奧地利施泰爾馬克州的山峰，位於該國中部，屬於托特斯山脈的一部分，海拔高度2,396米，每年平均降雨量1,578毫米。